# Chi Lữ đằng
Chi Lữ đằng (danh pháp khoa học: Lindernia) là một chi thực vật có hoa trong họ Linderniaceae. Các loài trong chi này là bản địa khu vực nóng ấm ở cả Đông và Tây bán cầu.
Lindernia nghĩa hẹp chứa khoảng 30 loài theo định nghĩa gần đây của nó.
Theo nghĩa rộng nó chứa khoảng 85 loài (~ 55 loài là thuộc chi Vandellia).

## Các loài
- Lindernia alsinoides
- Lindernia alterniflora
- Lindernia benthamii
- Lindernia brachyphylla
- Lindernia bryoides
- Lindernia capensis
- Lindernia conferta
- Lindernia congesta
- Lindernia dubia
- Lindernia grandiflora
- Lindernia hyssopioides - Lữ đằng
- Lindernia jiuhuanica
- Lindernia lemuriana
- Lindernia linearifolia
- Lindernia madagascariensis
- Lindernia madayiparensis
- Lindernia manilaliana
- Lindernia microcalyx
- Lindernia minima
- Lindernia monroi
- Lindernia monticola
- Lindernia natans
- Lindernia paludosa
- Lindernia parviflora - Lữ đằng hoa nhỏ.
- Lindernia procumbens - Lữ đằng nằm, rau chân vịt, lữ đằng bò.
- Lindernia rotundata
- Lindernia rotundifolia
- Lindernia srilankana
- Lindernia tridentata
- Lindernia viguieri

## Chuyển đi
Danh sách các loài chuyển đi lấy theo Fischer et al. (2013)
- Lindernia crustacea = Torenia crustacea: Lữ đằng cẩn, mẫu thảo, dây lưỡi đòng.
- Lindernia aculeata = Bonnaya aculeata
- Lindernia antipoda = Bonnaya antipoda = Màn đất, cóc mẩn, rau choi.
- Lindernia cephalantha = Bonnaya cephalantha
- Lindernia ciliata = Bonnaya ciliata = Màn rìa, lữ đằng lông, răng cưa mũi nhọn.
- Lindernia cyrtotricha = Bonnaya cyrtotricha
- Lindernia estaminodiosa = Bonnaya estamindiosa
- Lindernia multiflora = Bonnaya multiflora
- Lindernia oppositifolia = Bonnaya oppositifolia
- Lindernia ruellioides = Bonnaya ruellioides = Lữ đằng dạng nổ, răng cưa tía, lữ đằng hoa hồng.
- Lindernia succosa = Bonnaya succosa
- Lindernia tenuifolia = Bonnaya tenuifolia
- Lindernia zanzibarica = Bonnaya zanzibarica
- Lindernia abyssinica = Craterostigma abyssinicum
- Lindernia angolensis = Craterostigma angolense
- Lindernia crassifolia = Craterostigma crassifolium
- Lindernia welwitschii = Craterostigma engleri
- Lindernia scapoidea = Craterostigma gossweileri (không phải Lindernia gossweileri)
- Lindernia kigomensis = Craterostigma kigomense
- Lindernia lindernioides = Craterostigma lindernioides
- Lindernia oliveriana = Lindernia newtonii = Craterostigma newtonii
- Lindernia niamniamensis = Craterostigma niamniamense
- Lindernia nummulariifolia = Craterostigma nummulariifolium = Lữ đằng đồng tiền, răng cưa lá rộng.
- Lindernia acicularis = Craterostigma pusillum (không phải Lindernia pusilla)
- Lindernia stuhlmannii = Craterostigma stuhlmannii
- Lindernia sudanica = Craterostigma sudanicum
- Lindernia syncerus = Craterostigma syncerus
- Lindernia longicarpa = Craterostigma tanzanicum (không phải Craterostigma longicarpum)
- Lindernia yaundensis = Craterostigma yaundense
- Lindernia bifolia = Crepidorhopalon bifolius
- Lindernia debilis = Crepidorhopalon debilis
- Lindernia hepperi = Crepidorhopalon hepperi
- Lindernia microcarpaeoides = Crepidorhopalon microcarpaeoides
- Lindernia perennis = Crepidorhopalon perennis
- Lindernia subscaposa = Lindernia rupestris = Crepidorhopalon rupestris
- Lindernia dinteri = Crepidorhopalon spicatus
- Lindernia damblonii = Lindernia tenuis = Crepidorhopalon tenuis
- Lindernia uvens = Crepidorhopalon uvens
- Lindernia gossweileri = Lindernia whytei = Crepidorhopalon whytei
- Lindernia bampsii = Hartliella bampsii
- Lindernia capitata = Hartliella capitata
- Lindernia suffruticosa = Hartliella suffruticosa
- Lindernia andongensis = Linderniella andongensis
- Lindernia bolusii = Linderniella bolusii
- Lindernia boutiqueana = Linderniella boutiqueana
- Lindernia brevidens = Linderniella brevidens
- Lindernia andringgitrae = Linderniella cerastioides (không phải Lindernia cerastioides)
- Lindernia exilis = Linderniella gracilis (không phải Lindernia gracilis)
- Lindernia hartlii = Linderniella hartlii
- Lindernia horombensis = Linderniella horombensis
- Lindernia mbalaensis = Linderniella mbalaensis
- Lindernia nana = Linderniella nana
- Lindernia pulchella = Linderniella pulchella
- Lindernia serpens = Lindernia philcoxii = Bonnaya pusilla Oliv.,1875 = Linderniella pulchella
- Lindernia pygmaea = Linderniella pygmaea
- Lindernia anagallis = Vandellia anagallis
- Lindernia annamensis = Vandellia annamensis
- Lindernia aplectra = Vandellia aplectra
- Lindernia brevipedunculata = Vandellia brevipedunculata
- Lindernia brucei = Vandellia brucei
- Lindernia cambodgiana = Vandellia cambodgiana
- Lindernia chrysoplectra = Vandellia chrysoplectra
- Lindernia cleistandra = Vandellia cleistandra
- Lindernia cowiei = Vandellia cowiei
- Lindernia delicatula = Vandellia delicatula
- Lindernia diffusa = Vandellia diffusa
- Lindernia eberhardtii = Vandellia eberhardtii
- Lindernia elata = Vandellia elata
- Lindernia eremophiloides = Vandellia eremophiloides
- Lindernia harmandii = Lindernia elata var. harmandii = Vandellia harmandii
- Lindernia hookeri = Vandellia hookeri
- Lindernia humilis = Vandellia humilis
- Lindernia hypandra = Vandellia hypandra
- Lindernia junciformis = Vandellia junciformis
- Lindernia khaoyaiensis = Vandellia khaoyaiensis
- Lindernia kiangsiensis = Vandellia kiangsiensis
- Lindernia laotica = Vandellia laotica
- Lindernia latifolia = Vandellia latifolia
- Lindernia longituba = Vandellia longituba
- Lindernia macrosiphonia = Vandellia macrosiphonia
- Lindernia maxwellii = Vandellia maxwellii
- Lindernia megaphylla = Vandellia megaphylla
- Lindernia micrantha = Lindernia angustifolia = Vandellia micrantha
- Lindernia nutans = Lindernia montana (Blume) Koord., 1912 = Vandellia montana (không là Lindernia montana Hiern, 1898)
- Lindernia multiflora = Lindernia trichotoma = Lindernia papuana = Vandellia multiflora
- Lindernia kerrii = Vandellia purpurea (không phải Lindernia purpurea)
- Lindernia pusilla = Lindernia stellariifolia = Vandellia pusilla
- Lindernia rivularis = Vandellia rivularis
- Lindernia saginiformis = Lindernia fasciculata = Vandellia saginiformis
- Lindernia satakei = Vandellia satakei
- Lindernia scapigera = Vandellia scapigera
- Lindernia scutellariiformis = Vandellia scutellariiformis]]
- Lindernia senegalensis = Vandellia senegalensis
- Lindernia setulosa = Vandellia setulosa
- Lindernia stemodioides = Vandellia stemodioides
- Lindernia stictantha = Vandellia stictantha
- Lindernia stolonifera = Vandellia stolonifera
- Lindernia stricta = Vandellia stricta
- Lindernia subracemosa = Vandellia subracemosa
- Lindernia subulata = Vandellia subulata
- Lindernia taishanensis = Vandellia taishanensis
- Lindernia tectanthera = Vandellia tectanthera
- Lindernia thorelii = Vandellia thorelii
- Lindernia tonkinensis = Vandellia tonkinensis
- Lindernia viscosa = Lindernia aprica = Lindernia hirsuta = Lindernia elata var. floribunda = Vandellia viscosa
- Lindernia vogelii = Vandellia vogelii
- Lindernia yaoshanensis = Vandellia yaoshanensis